# 귀뚜라미붙이과
귀뚜라미붙이과(Grylloblattidae)는 귀뚜라미붙이목(Grylloblattodea)의 유일 과이다. 5개의 속으로 이루어져 있다.

## 특징
귀뚜라미붙이과는 1914년에 처음 발견되어 E.M 워커와 T.B. 쿠라타를 어리둥절하게 만들었다. 최초 기재 종은 '좀붙이속을 닮은 귀뚜라미나 바퀴벌레 형태의 곤충'이라는 뜻의 Grylloblatta campodeiformis라는 학명이 부여되었다. 대부분이 야행성이며 유기 분해물 위에서 막이 활동을 한다. 23~45마디의 긴 더듬이와 5~8마디의 긴 꼬리털을 가지고 있으나 날개는 없다. 눈은 퇴화하거나 사라졌으며 홑눈은 없다. 이들과 가장 가까운 친척으로는 최근에 발견된 대벌레붙이목이 있다. 대부분의 종이 몸길이 3cm를 넘기지 못하며 이 중에서 가장 큰 종은 동대귀뚜라미붙이(Namkungia magnus)이다.
귀뚜라미붙이과는 귀뚜라미붙이목이라는 독자 목을 가지고 있다. (간혹 무시귀뚜라미붙이목의 아목으로 여겨지기도 한다.). 5속 34종이 현존해 있다.
대부분의 종이 서식 분포가 제한되어 있으며 개체수가 적고 지구온난화로 인한 온도 상승으로 인해 서식지가 위협받고 있어 멸종위기에 처해있다. 북아메리카에 사는 Grylloblatta barberi 및 Grylloblatta oregonensis 같은 몇몇 종의 경우, 한 곳의 서식지만이 밝혀져 있다.

## 서식지 및 분포
귀뚜라미붙이과는 야행성의 극한환경생물로 보통 고지대의 추운 환경에 놓인 부엽토와 돌 밑에서 종종 찾을 수 있다. 냉대림에서 빙하 및 빙상 끄트머리에 서식하는 것으로 알려져 있다. 이들의 유효적산온도는 1–4 °C (34–39 °F)이다. 눈덩이 아래 토양 주변에서 살아가기 때문에 온도가 생존 가능한 유효 범위 아래로 떨어지면 몸에 빙결화가 진행되는 것으로 인해 그보다 더 추운 온도에서는 죽을 수 있다. 선호하는 온도의 범위는 매우 협소하며 높은 온도를 견뎌내지 못한다. 많은 종이 온도가 유효온도에서 약 5 °C만 올라가더라도 죽게 된다. 먹이를 찾는 서식지에서 유효온도를 유지시키기 위해 계절에 맞추어 이동한다.
귀뚜라미붙이과는 빙하, 동굴, 산악 환경에 부분적으로 분포해 있으며, 북아메리카 서부, 동아시아(대한민국 및 일본), 중앙아시아(시베리아, 중국, 카자흐스탄)의 저지대림에도 종종 분포해 있다. 히말라야 산맥의 일부를 포함하는 아시아의 몇몇 다른 산맥에도 서식하는 것으로 여겨진다.

## 먹이
잡식성이지만 죽은 절지동물과 부패한 고기를 우선으로 섭취한다. 절지동물의 시체가 부족해지면 식물의 잔사를 먹으며 버텨 살아간다.

## 하위 속
- 귀뚜라미붙이속(Galloisiana)
- 그릴로블라타속(Grylloblatta)
- 그릴로블라텔라속(Grylloblattella)
- 그릴로블라티나속(Grylloblattina)
- 비룡귀뚜라미붙이속(Namkungia)

### 한국 종
한국에는 3속 9종 이상의 귀뚜라미붙이가 알려졌으며 세계에서 제일 많다. 고수귀뚜라미붙이는 환경 파괴로 현존 여부가 불확실하다. 노동귀뚜라미붙이의 속명은 아메리카의 귀뚜라미붙이의 속인 Grylloblatta로 명명되어 있는데 이는 등록자의 실수로 추정된다. 비룡귀뚜라미붙이속은 동굴생물학자 남궁준의 이름에서 유래했고, 동속 동대귀뚜라미붙이는 세계 최대의 귀뚜라미붙이이다.
- 귀뚜라미붙이속(Galloisiana)
  - 고수귀뚜라미붙이=고수갈루아벌레 (G. kosuensis Namkung, 1974)
  - 백두귀뚜라미붙이=백두갈루아벌레 (G. sinensis Wang, 1987)
  - 묘향귀뚜라미붙이=묘향갈루아벌레 (G. sofiae Szeptycki, 1987)
  - 오대산귀뚜라미붙이=오대산갈루아벌레 (G. odaesanensis Kim & Lee, 2007)
  - 예봉귀뚜라미붙이=예봉갈루아벌레 (Galloisiana yebongsanensis)
- Grylloblatta
  - 노동귀뚜라미붙이=노동갈루아벌레 (G. nodongensis Kim & Choi, 2012)
  - G. djakonovi djakonovi Bei-Bienko, 1951
- 비룡귀뚜라미붙이속(Namkungia)
  - 비룡귀뚜라미붙이=비룡갈루아벌레 (N. biryongensis  Namkung, 1974)
  - 동대귀뚜라미붙이=동대갈루아벌레 (N. magnus Namkung, 1986)

## 계통 분류
다음은 2002년 "생명의 나무 프로젝트"(The Tree of Life Web Project)에 제안된 계통 분류이다.

|  | 사마귀목           |
|  |                    |
|  | 바퀴목 및 흰개미목 |
|  |                    |

|  | 대벌레붙이목   |
|  |                |
|  | 귀뚜라미붙이목 |
|  |                |

|  | 흰개미붙이목 |
|  |              |
|  | 대벌레목     |
|  |              |

|  | 여치아목   |
|  |            |
|  | 메뚜기아목 |
|  |            |

|  | 사마귀목           |
|  |                    |
|  | 바퀴목 및 흰개미목 |
|  |                    |

|  | 대벌레붙이목   |
|  |                |
|  | 귀뚜라미붙이목 |
|  |                |

|  | 흰개미붙이목 |
|  |              |
|  | 대벌레목     |
|  |              |

|  | 여치아목   |
|  |            |
|  | 메뚜기아목 |
|  |            |

|  | \| \| 다듬이벌레목 및 이목 \| \| \| \| \| \| 총채벌레목 \| \| \| \| \| \| 노린재목 \| \| \| \| |
|  |                                                                                                |
|  | 내시상목                                                                                       |
|  |                                                                                                |
|  | 다듬이벌레목 및 이목                                                                           |
|  |                                                                                                |
|  | 총채벌레목                                                                                     |
|  |                                                                                                |
|  | 노린재목                                                                                       |
|  |                                                                                                |

|  | 다듬이벌레목 및 이목 |
|  |                      |
|  | 총채벌레목           |
|  |                      |
|  | 노린재목             |
|  |                      |

|  | 사마귀목           |
|  |                    |
|  | 바퀴목 및 흰개미목 |
|  |                    |

|  | 대벌레붙이목   |
|  |                |
|  | 귀뚜라미붙이목 |
|  |                |

|  | 흰개미붙이목 |
|  |              |
|  | 대벌레목     |
|  |              |

|  | 여치아목   |
|  |            |
|  | 메뚜기아목 |
|  |            |

|  | 사마귀목           |
|  |                    |
|  | 바퀴목 및 흰개미목 |
|  |                    |

|  | 대벌레붙이목   |
|  |                |
|  | 귀뚜라미붙이목 |
|  |                |

|  | 흰개미붙이목 |
|  |              |
|  | 대벌레목     |
|  |              |

|  | 여치아목   |
|  |            |
|  | 메뚜기아목 |
|  |            |

|  | \| \| 다듬이벌레목 및 이목 \| \| \| \| \| \| 총채벌레목 \| \| \| \| \| \| 노린재목 \| \| \| \| |
|  |                                                                                                |
|  | 내시상목                                                                                       |
|  |                                                                                                |
|  | 다듬이벌레목 및 이목                                                                           |
|  |                                                                                                |
|  | 총채벌레목                                                                                     |
|  |                                                                                                |
|  | 노린재목                                                                                       |
|  |                                                                                                |

|  | 다듬이벌레목 및 이목 |
|  |                      |
|  | 총채벌레목           |
|  |                      |
|  | 노린재목             |
|  |                      |